# Geny Catamo
Geny Cipriano Catamo (Maputo, 26 de janeiro de 2001) é um futebolista moçambicano que atua como atacante. Atualmente joga pelo Sporting e pela Seleção Moçambicana.

## Carreira

### Início
Catamo nasceu em Maputo, capital de Moçambique, e iniciou sua trajetória jogando pelas ruas do bairro de Aeroporto antes de ingressar em 2010 no AD Maxaquene (onde tinha a alcunha de "Messi", em referência a Lionel Messi) onde ficou até 2018 antes de sair para o Black Bulls no mesmo ano. O destaque no país o fez ser capitado pelo pelo Amora FC, que o levou ainda em 2018.

### Amora FC
Antes do Amora, Catamo quase foi contratado pelo Porto. O Dragão tinha uma parceria com o Black Bulls, na qual previa que podia receber atletas do clube moçambicano com condições previamente definidas e queria Geny para o sub-19 portista. Mas, o Bulls achou que pela parceria estar expirando contratualmente o negócio deveria ter feito de outra forma, coisa que o Porto não quis.
Jogou apenas uma temporada no Amora, onde fez sua estreia profissional, antes de migrar e ser contratado pelo Sporting em 2019. Pelo clube azul, disputou três jogos pelo Sub-20 e quatro pelo time principal, onde fez um gol.

### Sporting
Chegou emprestado ao Sporting em julho de 2019, onde atuou na equipe Sub-19 (25 partidas e nove gols, inclusive tendo estreado na categoria com um gol e uma assistência) e na equipe Sub-23 na temporada 2019-20. Esse desempenho o fez ser comprado pelos Leões em definitivo em 3 de setembro de 2020.
Ao ser inscrito na Ligas dos Campeões em setembro de 2021, tornou-se apenas o segundo atleta de Moçambique a constar no torneio depois de Reinildo Mandava. Fez sua estreia profissional pelo Sporting em 29 de dezembro de 2021 na vitória por 3–2 sobre o Portimonense na 16ª rodada da Primeira Liga, entrando aos 60 minutos no lugar de Ricardo Esgaio.
Apesar de não ter entrado na partida, integrou o elenco que conquistou a Taça da Liga ao vencer o Benfica por 2–1, em 22 de janeiro de 2022.

### Vitória de Guimarães
Em 31 de janeiro de 2022 foi anunciado seu empréstimo ao Vitória de Guimarães com opção comprar até o final da temporada. No negócio foi envolvido também a ida de Marcus Edwards, vindo do Vimaranense. Fez dez partidas e distribuiu três assistências, onde até cogitou-se um reempréstimo por parte do Sporting, mas acabou não ocorrendo.

### Marítimo
No início da temporada 2022–23 foi novamente emprestado, desta vez ao Marítimo, sendo o 10º reforço do clube para a temporada e anunciado em 2 de setembro.
Depois de sofrer uma lesão, foi relacionado prla primeira vez em 5 de outubro no jogo contra o Casa Pia. Fez sua estreia pelo clube da Madeira neste jogo e entrou aos 61 minutos, entretanto acabou sendo derrotado por 2–1, em jogo da 8ª rodada da Primeira Liga.
Sofreu outra lesão, onde acabou ficando quatro meses fora e só retornando a atuar em 14 de fevereiro de 2023 no empate de 2–2 do Marítimo B com o Gondomar, válido pela 30ª rodada do Campeonato de Portugal. Geny atuou apenas nos primeiros 45 minutos e marcou o primeiro gol do jogo.
Geny fez seu primeiro pelo Marítimo e também na Primeira Divisão Portuguesa em 30 de abril de 2023, na derrota para seu ex-clube Vitória de Guimarães por 2–1 na 30ª rodada. Sua passagem pelo Marítimo foi afetada pelas lesões, tendo disputado 11 partidas, marcado um gol e distribuído uma assistência, antes de voltar ao Sporting para a pré-temporada.

### Retorno ao Sporting
Marcou seu primeiro gol com a camisa Sportista em 21 de outubro de 2023, na vitória por 3–1 sobre o Olivais e Moscavide na primeira rodada da Taça de Portugal. Geny entrou no segundo tempo e marcou aos 52 minutos, além de ter concedido a assistência para Daniel Bragança fazer o último gol.
Em 22 de dezembro, foi anunciada sua renovação de contrato até 2028 com os Leões, onde foi comprado os 75% restantes de seu passe do Amora FC e sua multa de rescisão aumentada para 60 milhões de euros.
Em 6 de abril de 2024, Geny foi o homem do jogo no Sporting-Benfica da 27ª rodada da Primeira Liga onde marcou os dois golos da vitória do Sporting por 2–1 quando os dois clubes se encontravam na primeira e segunda posição na Liga, respectivamente.
Sagrou-se campeão da Primeira Liga de 2023–24 em 5 de maio de 2024, sem entrar em campo, com duas rodadas de antecedência. Ao decorrer da temporada, assumiu a titularidade da ponta direita do time e participou diretamente da campanha do título nacional, sendo destacado pelo jornal português Público como um dos cinco destaques do Leão na conquista.

## Seleção Moçambicana

### Sub-20
Na categoria Sub-20, Geny foi um dos convocados para representar Moçambique no torneio COSAFA da categoria em 2018. Fez um gol, o único da vitória contra RD Congo na primeira rodada.

### Principal
Em setembro de 2019, foi convocado para duas rodadas eliminatórias válidas para a classificação à Copa do Mundo de 2022, ambas contra Ilhas Maurício. Na primeira partida ficou no banco, só tendo estreado oficialmente pelos Mambas na segunda, onde fez um dos gols da vitória por 2–0, de pênalti. Geny ainda conseguiu o feito de estrear aos 18 anos e fazer um gol na estreia.
Geny foi um dos 23 convocados para disputar o Campeonato Africano das Nações de 2023, que foi adiado para 2024. Moçambique acabou eliminado na fase de grupos com um ponto, conseguido na última rodada da fase de grupos ao empatar por 2–2 com Gana em 22 de janeiro de 2024, tendo Geny feito o último gol da partida.

## Títulos

### Sporting
- Taça da Liga: 2021–22
- Primeira Liga: 2023–24, 2024–25[30]
- Taça de Portugal: 2024–25[31]